# Thelignya lignyota
Thelignya lignyota är en lavart som först beskrevs av Göran Wahlenberg, och fick sitt nu gällande namn av P.M. Jörg. och Henssen. Thelignya lignyota ingår i släktet Thelignya, och familjen Lichinaceae. Enligt den finländska rödlistan är arten otillräckligt studerad i Finland. Arten är reproducerande i Sverige. Artens livsmiljö är klippor (inklusive flyttblock).